# Manson (Film)
Manson ist ein US-amerikanischer Dokumentarfilm von Robert Hendrickson und Laurence Merrick aus dem Jahr 1973.

## Inhalt
Thema des Films sind der amerikanische Verbrecher Charles Manson und seine Kommune, die Manson Family. Interviews mit Anhängern der Family, besonders mit Lynette „Squeaky“ Fromme und Sandy Good geben Einblicke in die Belange der Gruppe. Neben Filmaufnahmen von der Spahn Movie Ranch, auf der die Family lebte, wird das Leben von Charles Manson von seiner Geburt 1934 bis zu den Morden an der Schauspielerin Sharon Tate und dem Ehepaar Leno und Rosemary LaBianca 1969 beschrieben. Ebenso wird Vincent Bugliosi, der Staatsanwalt, der gegen Charles Manson ermittelte, interviewt.

## Hintergrund, Veröffentlichung
Robert Hendrickson erhielt über private Kontakte exklusiven Zugang zur Manson Family und drehte zwischen Ende 1969 und Sommer 1972 unter anderem auf der Spahn Movie Ranch über 100 Stunden Material mit den Mitgliedern der Gruppe.
Die Uraufführung des Films fand im Januar 1973 statt. Dabei wurde zunächst nur Merrick als Regisseur und Produzent genannt; erst nach einem Rechtsstreit mit Hendrickson wurde dieser gleichberechtigt als Regisseur und Produzent in den Credits aufgeführt.
Auch die Filmkomponisten Brooks Poston und Paul Watkins waren ehemalige Mitglieder der Manson-Familie.
Nach Lynette Frommes Mordversuch an US-Präsident Gerald Ford wurden Aufführungen des Films durch Richter Thomas McBride verboten, um Frommes verfassungsmäßiges Recht auf ein faires und zügiges Verfahren zu wahren. Der Film erreichte daher kein großes Publikum und war viele Jahre nur als Raubkopie verfügbar. In den späten 1990er Jahren übertrug Hendrickson seine 16-mm-Filme der Manson-Interviews auf Video und fügte sie zu einem fünfstündigen Rohschnitt zusammen. Diesen schnitt er schließlich auf 85 Minuten herunter und veröffentlichte diesen 2007 als neuen Dokumentarfilm unter dem Titel Inside the Manson Gang, in dem er Ausschnitte aus dem ersten Manson-Film neu zusammenstellte.

## Rezeption

### Kritik
Vincent Canby von der New York Times sah in dem Film, der sich in den schockierenden Details ergehe, Abzockerei.
Hingegen bewertet der „TimeOut Filmguide“ die Reportage als zwar tendenziös aber nicht als sensationslüstern. Zu bemängeln sei, dass das knappe Filmmaterial auf eine abendfüllende Länge gestreckt werden musste.

### Auszeichnung
1973 wurde der Film in der Kategorie Bester Dokumentarfilm (Langform) für den Oscar nominiert.